# Ľubietová
Ľubietová (em alemão:  Libethen; em húngaro:  Libetbánya) é um município da Eslováquia localizado no distrito de Banská Bystrica, região de Banská Bystrica.

## Demografia
| Ano:        | 1994 | 2004   | 2014    | 2024   |
| ----------- | ---- | ------ | ------- | ------ |
| Broj ljudi: | 974  | 986    | 1171    | 1269   |
| Razlika:    |      | +1,23% | +18,76% | +8,36% |

| Ano:               | 2023 | 2024   |
| ------------------ | ---- | ------ |
| Número de pessoas: | 1278 | 1269   |
| Diferença:         |      | -0,70% |